# 沼間守一
沼間 守一（ぬま もりかず／ぬま しゅいち、1844年1月21日〈天保14年12月2日〉 - 1890年〈明治23年〉5月17日）は、幕末の幕臣。明治時代の政治家、ジャーナリスト。雅号は不二峰楼主人（旧字体：不二峰樓主人、ふじほうろうしゅじん）、弄花生（ろうかせい）。
幕府軍に参加し戊辰戦争で捕縛されるも放免され、大蔵省・司法省出仕。岩倉使節団の一員であり、嚶鳴社を組織し自由民権運動を展開。立憲改進党の結党に参画し、東京府会議長も務めた。実業家としても『横浜毎日新聞』を買い取り、『東京横浜毎日新聞』を創刊した。

## 略歴
天保14年12月（1844年1月）、江戸牛込にて幕臣・高梨仙太夫の第2子として生まれる。幼名は慎次郎（旧字体：愼次郞）。兄に銀行家の須藤時一郎、弟に高梨哲四郎がいる。弘化6年（1849年）、沼間平六郎（のちの幕府の千歳丸船長）の養子となる。漢学を儒者・杉原心斉に学ぶ。
安政6年（1859年）、養父が長崎奉行属員になり同行し、養父とともに長崎で英学や兵学を学ぶ。長崎では英国人ゼラールにも英学を学んだ。文久元年（1861年）、江戸に戻り、幕府海軍軍艦頭取・矢田堀鴻に就いて測量術を学ぶ。矢田堀の非職とともに海軍を去り、元治元年（1864年）頃、三宅秀・益田孝とともに横浜のヘボン塾（明治学院大学の淵源）に入門。医学より西洋兵法の修業を望みヘボンを困らせた。

### 幕府陸軍時代
慶応2年（1866年）、幕府陸軍の伝習兵募集に応じ、横浜陸軍伝習所（歩兵科）に入所。翌慶応3年（1867年）からフランス軍事顧問シャノアンらに仏式軍事教練を受けると抜擢され、指図役頭取（大尉、中隊長クラス）から歩兵頭並（少佐、大隊長クラス）に昇進。教練場が江戸屯所に移されると、追加で募集された第二伝習兵1,500名の教練を一任された（第三伝習兵の教練はフランス人が担当）。
慶応4年（1868年）1月、歩兵奉行並に昇進。3月、士官約20名を連れ兄・須藤時一郎とともに江戸を脱走。会津で遊撃隊（銃隊）を編成する。4月、会津を出て日光方面にて大鳥圭介とともに板垣退助らの新政府軍と戦う。7月、会津に戻り遊撃隊を伝習し、下旬に庄内藩へ移動、農兵を訓練する。9月に庄内藩が降伏し酒田にて捕縛され、12月に江戸へ護送され、静岡藩邸に幽閉された。「ああ たった六十余州か けさの春」の句を読む。

### 土佐藩出向と新政府官僚時代
明治2年（1869年）の放免後、日本橋瀬戸物町に英学指南所を開くが「政府転覆のため人を集めているのでは」と疑われ一時捕縛される。5月、板垣退助・谷干城の紹介で土佐藩邸兵士教授方となる。英語も教授したとも言われるが明治時代以降の回想に限られており当時の史料からは英語に関する記述が乏しい。
明治4年（1871年）7月、廃藩置県発令とともに土佐藩邸を辞し、横浜へ赴き商人として一年間生糸商・両替商を営む。「士族の商法」で赤字を出す。
明治5年（1872年）4月、大蔵大輔・井上馨の推薦で租税寮七等出仕、横浜税関詰となる。7月、物議を醸しがちの沼間をもてあました井上が司法卿・江藤新平に推薦し、司法省七等出仕となる。司法理事官として岩倉使節団に合流し、欧州に派遣され各国を巡る。この頃、幼名の慎次郎から守一に改名したとされる（明治2年に改名の可能性もある）。
明治6年（1873年）9月、帰国。11月に司法省六等出仕に昇進。同士とともに嚶鳴社の前身・法律講習会を設立する。
明治7年（1874年）2月、少判事に任じられる。明治8年（1875年）5月、五等判事に任じ大阪裁判所詰を命じられるが固辞。7月、河野敏鎌の推薦で元老院権大書記官となる。9月、鶴岡事件調査のため同県に出張、11月帰京。
明治10年（1877年）、西南戦争に際し「義勇兵募集演説会」を開く。明治11年（1878年）、法律講習会を嚶鳴社と改称。

### 自由民権家として
明治12年（1879年）、元老院に辞職を申出て雇名義での隔日出仕を命じられたが、8月に官吏の政談演説が禁止されたため雇も辞す。10月、『嚶鳴雑誌』創刊。11月18日、横浜毎日新聞を買取り、社長として『東京横浜毎日新聞』に改題、東京府京橋区西紺屋町に本局を開く。11月、東京府会議員に選出される。
明治13年（1880年）1月23日、臨時府会で副議長に当選。12月、自由党準備会に加わる。明治14年（1881年）3月、自由政党創立委員となり国会期成同盟の責任者の一人となる。8月、東京横浜毎日新聞で開拓使官有物払下げ案可決の一報を報道（前月末から風説を報道）。8月25日、新富座にて「開拓使官有物払下げ反対」の大演説会を開催する。9月から11月まで東海、東北地方を遊説するが途中脳病を発病。
明治15年（1882年）4月、嚶鳴社一派を率いて立憲改進党に参加。7月、政府から政治結社の認定を受け嚶鳴社を解散する。7月、東京府会議長に当選。明治17年（1884年）12月、立憲改進党解党に反対するが大隈重信・河野敏鎌ら幹部が脱党。沼間は党を孤守する。
明治20年（1887年）9月、浅草井生村楼で旧自由党と立憲改進党合同の「大同団結大会」が開かれる。星亨派の壮士と衝突、重傷を負わされる。
明治21年（1888年）5月、広告社をつくる（のち湯沢精司が社長就任）。明治22年（1889年）2月11日、大日本帝国憲法発布式典に東京府会議長として参列。
明治23年（1890年）5月17日、脳病に肺炎を併発し死去。戒名は英光院操守一貫大居士。